# Paul Smărăndescu

Paul Smărăndescu (n. 26 iunie/8 iulie 1881, București, România – d. 12 ianuarie 1945) a fost un arhitect român.
S-a distins prin clădirile în stil neoromânesc. A proiectat, în special în Bucuresti, vile și imobile de raport. Este arhitectul care definește cel mai bine denumirea de  stil neo-românesc, o prelucrare și reconfigurare a elementelor istoriciste, după combinații proprii, personalizate. El a îmbinat tipul de bovindou de început de secol parizian cu foișorul, ca în cazul casei sale din București (1913-1914), de pe strada Luterană, o compoziție care, pentru că este asimilată sacnasiului prezent în arhitectura vernaculară locală, a fost apoi preluată și reinterpretată frecvent.

## Biografie
A făcut clasele primare la școala Mântuleasa, și pe cele secundare la liceul Matei Basarab.
În iunie 1899 a terminat cele șapte clase de liceu; după legea de atunci era bacalaureat.
În septembrie 1899 a trecut examenul de admitere la școala de Arhitectură din București și a reușit primul dintre 13 candidați.
La 1 iulie 1900 a intrat voluntar în armată și la 1 ianuarie 1901 a reușit la examenul de sublocotenent de rezervă, arma infanteriei.
La 2 mai 1902, stil nou, a părăsit școala de Arhitectură din București și a plecat la Paris, unde, la 1 mai 1903, în urma concursului dat, a fost admis în Școala de Belle-Arte din Paris, secția de Arhitectură.
La 6 iunie 1906, luase toate valorile școlare iar la 22 noiembrie 1906 era declarat Arhitect diplomat de guvernul Francez (D.P.L.G.).
Întors la București, a lucrat în biroul arhitectului Dimitrie Maimarolu și a contractat, în paralel, unele mici lucrări particulare.
La 1 iunie 1909 a fost numit de Ministrul Spiru Haret, Arhitect-șef al Ministerului Instrucției publice și al Cultelor. Pe lângă funcția de la Minister avea și lucrări de arhitectură personale.
La 11/24 decembrie 1912 a fost numit Arhitect șef al Ministerului de Interne.
În iunie și iulie 1913 a făcut campania în Bulgaria, ca sublocotenent de infanterie.
Între 1916 - 1918 a participat la Primul Război Mondial ca locotenent și căpitan de geniu.
În noiembrie 1920 a fost numit Profesor la școala de Arhitectură, catedra de Istoria Arhitecturii.
În noiembrie 1927 a fost transferat ca Profesor, șef de atelier, la școala de Arhitectură, iar de la 1 decembrie 193 pana la 7 octombrie 1940 a fost Decan al Facultății de Arhitectură.
În 1937 s-a implicat în restaurarea  și extinderea locașului de cult din satul Uiești, azi situat pe raza comunei Bucșani,județul Giurgiu, așa cum rezulta din inscripția care se află pe peretele de la intrarea în biserică:
ACEST SFÂNT LOCAȘ  DIN SATUL UIEȘTI - VLAȘCA CĂRUIA NU I SE CUNOAȘTE NICI ANUL ZIDIRII, NICI NUMELE CTITORULUI, A FOST REPARATĂ ÎN ANUL 1937, ADĂUGÂNDU-I-SE PRIDVORUL DE LA INTRARE ȘI SFINȚINDU-SE DIN NOU LA 27 FEBRUARIE 1938. LUCRĂRILE S-AU EXECUTAT DUPĂ PLANURILE ARHITECTULUI PAUL SMĂRĂNDESCU, CU CHELTUIALA LUI ȘI A SOȚIEI SALE ELISABETA, NĂSCUTĂ C.P. RĂDULESCU.
La 1 august 1939 a demisionat din funcția de Arhitect-șef al Ministerului de Interne.
A făcut mai multe călătorii de studii în străinătate, astfel:
- În 1901 a vizitat Grecia
- În 1904: Elveția
- În 1907: Italia
- În 1911: Franța, Anglia, Belgia și Germania
- În 1914: Germania, Olanda, Belgia, Franța
- În 1925 a văzut Expoziția internațională de Arte Decorative de la Paris, ocazie cu care a vizitat Franța și Italia
- În 1927 a fost în Egipt
- În 1928 a fost în Italia, Spania și Franța
- În 1931 a vizitat Expoziția colonială de la Paris, Bretania, castelele de pe râul Loire și Elveția,
- În 1936 coasta Dalmației și Belgradul
- În 1936 Germania, Suedia, Finlanda, Danemarca, Norvegia, Cehoslovacia
- În 1937 a vizitat Expoziția internaționala de la Paris și nordul Italiei.

## Publicații
- Lucrări de arhitectură (1907-1942), Tipografia ziarului „Universul”, București, strada Brezoianu 23-25, 1942

## Clădiri reprezentative
O listă aproape completă a lucrărilor proiectate de arhitectul Paul Smărăndescu:
- 001 Casa Ing. Costică Ionescu, București, strada Domnitei 9 1907
- 002 Casa Constantin și Ilie Solacoglu, București, piata Mosilor 1907
- 003 Casa Capitan D. Chițescu, București, 144, calea Grivitei 1907

ACEST SFÂNT LOCAȘ  DIN SATUL UIEȘTI-VLAȘCA CĂRUIA NU I SE
CUNOAȘTE NICI ANUL ZIDIRII, NICI NUMELE CTITORULUI, A FOST REPARATĂ ÎN ANUL 1937,
ADĂUGÂNDU-I-SE PRIDVORUL DE LA INTRARE ȘI SFINȚINDU-SE DIN NOU LA 27 FEBRUARIE
1938. LUCRĂRIRE S-AU EXECUTAT DUPĂ PLANUTILE ARHITECTULUI PAUL SMĂRĂNDESCU, CU
CHELTUIALA LUI ȘI A SOȚIEI SALE ELISABETA, NĂSCUTĂ C.P RĂDULESCU.
- 004 Casa Carlo Pedrazzoli, București, 77, strada Cazarmei 1908
- 005 Casa Zoe V. Rădulescu, București, 3, stradela Sf Spiridon 1909
- 006 Casa Societății de Asigurări Patria, București, 17 bis, Aleea 11 februarie 1909
- 007 Spitalul Maternitatea (colaborare cu Arch. Ernest Doneaud), Iași, strada Dancu, 1909 (actualul Spital Clinic de Obstetrică și Ginecologie „Cuza-Vodă” Iași)
- 008 Cavoul Inginerului Const. Mănescu, București, Cimitirul Belu 1909
- 009 Cavoul Anast. Nedelcovici, București, Cimitirul Belu 1909
- 010 Casa Zoe Gr. Păucescu Saceni Teleorman 1909
- 011 Casa Mihai Ionescu Călinețti Drăgănești Vlașca 1909
- 012 Casa Grigore Urlătzianu, București, 3, strada Alexandru Lahovary 1909
- 013 Casa Dr. Nicolae Albescu, București, Calea Vacaresti, colt B-dul Maria 1909
- 014 Casa Constantin Dragomirescu, București, 1, strada Planetelor 1910
- 015 Imobilul Maior Nicolae Ionescu, București, 39, strada Armeneasca 1910
- 016 Casa Vasile Popescu, București, 23, strada Mecet 1910
- 017 Casa N. D. Câmpina, București, 87, strada Labirint 1910
- 018 Casa Dr. I. Goilav, București, 32, strada Viitor 1910
- 019 Cavoul Aneta Târnoveanu Craiova Cimitirul Ungureni 1910
- 020 Casa Mih. Simionescu-Merei, București, 18, strada Brutari 1911
- 021 Palatul Facultății de Medicină, Iași, strada Sf. Theodor, 1911
- 022 Casa Dim. Neagu, București, 16, strada Batiste 1911
- 023 Casa Stelian Popescu, București, 10 bis, strada Dionisie 1911
- 024 Casa Iancu K. Ionaid , București, 29, strada Armeneasca 1911
- 025 Casa Alex. Costescu, București, 23, strada Luminei 1911
- 026 Casa Elena Sturdza Scheianu, București, 10, strada Polona 1911
- 027 Casa Marin Ionescu Cotorca Urziceni - Ialomita 1911
- 028 Casa Dim. Bălescu, București, 18, Bd. Lascar Catargi 1911
- 029 Casa Nicu Voinescu, București, 8, strada Transilvaniei 1911-1912
- 030 Casa Tache Popescu Turnu Severin 1911-1912
- 031 Casa Iancu K. Ioanid, București, 6, strada Solon 1912
- 032 Casa Dr. Dinu Brătianu, București, 51, Bd. Lascar Catargi 1912
- 048 Casa Bosnief Paraschivescu, București, 2 si 4 Bd. Pake 1914
- 049 Casa Haralamb Fundățeanu, București, Parc Filipescu 7, Aleea Alexandru 1914
- 050 Casa Maria Iurașcu , București, 35 bis, Bd Lascar Catargi 1914
- 051 Casa Alex. Nicolau, București, 18, strada Romana 1914
- 052 Casa Petre Athanasovici, București, 24, strada Luminei 1914
- 053 Casa Gheorghe D. Ionescu Clejani, București, 16, strada Putu de piatra 1914
- 054 Casa Maria Fortunatu, București, 30 bis , strada Clementei 1914
- 055 Casa Virgil Hagi Panteli, București, 32, Bd. Domnitei 1914
- 056 Hotel Palace Predeal Predeal 1914
- 057 Casa Toma Taciu, București, 13, strada Columb 1914
- 058 Casa Bărbulescu, București, 56, strada Antim 1914
- 059 Casa Comandantului Alexandru Cătuneanu, București, 11, Bd Dacia 1914-1915
- 060 Casa Gogu Matei Craiova 18, strada Smardan 1914-1915
- 061 Vila Smărăndescu și Săvulescu Sinaia strada Princ. Nicolae 1915
- 062 Casa Maria Al. Apostolu, București, 15 , strada Columb 1915
- 063 Stația de Telegrafie fără fir Băneasa, București, 1915
- 064 Vila Pictorian-Beșlegeanu, Sinaia strada Bratianu 1915-1916
- 065 Parcelarea Bonapartei, București, Parcul Bonaparte 1918
- 066 Imobilul Wappner Baia Centrala, București, 11bis, strada Enei 1921
- 067 Casa Artemiza Pârâianu, București, 20, strada Romana 1921
- 068 Banque Belge pour l’étranger, București, Calea Victoriei strada Sarindar 1921
- 069 Casa Boldur-Voinescu, București, 30, strada Sf Constantin 1921
- 070 Casa Gr. Noica, București, 147, strada Romana 1921
- 071 Casa Const. I. F. Robescu, București, 46, Bd. Lascar Catargi 1922
- 072 Casa Const. Argetoianu, București, 36 strada Victor Emanuel 1922
- 073 Imobilul Societății Proprietatea Urbană, București, 60, Bd. Elisabeta 1922
- 074 Imobilul Societății Proprietatea Urbană, București, 31, Spl. Independentei 1922
- 075 Hipodromul Floreasca, București, 1922
- 076 Casa Ing. Prager, București, strada Popa Nan - strada Mecet 28 1922
- 077 Casa Ing. Văleanu , București, 17, strada Xenopol fosta Columb 1922
- 078 Casa Ing. Theodor Săvulescu, București, 12, strada N. Filipescu 1922
- 079 Casa av. Ionel Marinescu, București, 14, strada N. Filipescu 1922
- 080 Casa Dim. Neagu Sfintesti Teleorman 1922
- 081 Casa Al. Hassan, București, 54, strada Popa Soare 1922-1923
- 082 Casa Mih. Sc. Pherekyde, București, 6, strada Orlando 1922-1923
- 083 Casa Corneliu Botez, București, 4, strada Nordului 1922-1923
- 084 Palatul Societății Imobiliara, București, 4 si 4 bis, strada Lutherana 1922-1923
- 085 Casa Inginerului Cassasovici, București, 10 strada Maior Ene 1923
- 086 Casa Dr. A. Hönig, București, 10,strada Princ. D. Ghica 1923
- 087 Villa Otto Herbst Predeal 1923
- 088 Casa Theodor Marinescu, București, Soseaua Kiseleff- Bd. Popovici 1923
- 089 Casa I. Nicolaescu, București, Soseaua Kiseleff, strada D. 1923
- 090 Casa D. Ruptureanu, București, Soseaua Kiseleff strada D. 1923
- 091 Casa C. Popescu Focșeneanu , București, Soseaua Kiseleff strada D. Bd. Popovici 1923
- 092 Imobilul Arh. Paul Smărăndescu, București, strada Sfinti 49 strada Bolintineanu 10 1923
- 093 Casa Maria Arion, București, 36, Soseaua Jianu 1923
- 094 Vila Gheorghe Gătej Sinaia 1923
- 095 Casa Herck, București, Parcul Princip. Elena Sf. Elefterie 1923
- 096 Casa Eugen Calibășeanu, București, 37, strada Th. Aman 1923-1924
- 097 Palatul Societății Astra Română, București, Piata Rosetti 1923- 1924
- 098 Palatul Oficiul de vânzare al fabricilor de hârtie, București, 7-9 strada Matei Millo 1923-1924
- 099 Casa Eliza Toma Taciu, București, 21, strada Dionisie 1923-1924
- 100 Casa Ion Florian, București, 15, strada Popa Russu strada Martirului 1923-1924
- 101 Vila Sevastia A. Noica Sinaia strada Princ. Nicolae 1924
- 102 Vila Paunel, Sinaia, strada Theodor Aman 22, 1924
- 103 Vila Vlad Bortnowsky Sinaia strada Lascar Catargi 1924
- 104 Pavilion de expoziție, București, Târgul Mosilor 1924
- 105 Biserica din Crevenicul-Rădulești Rădulești Vlașca 1924
- 106 Conacul Ion A. Vetra Depărați Teleorman 1924
- 107 Liceul de fete Regina Maria, București, str. Eugen Stanescu str V. Conta 1924, 1927, 1932
- 108 Palatul Dacia România, București, 37, strada Wilson 1925
- 109 Caminul Funcționarilor Ministerului de Interne, București, Gara de Est 1925
- 110 Palatul Societății Creditul Rural, București, Bd. Bratianu strada Doamnei 1925-1926
- 111 Casa Dinu I. C. Brătianu Mamaia 1926
- 112 Casa Sevastia A. Noica, București, 10, strada Sf. Stefan 1926
- 113 Casa Eugen Melik Mosia Costești Papautii Comuna Papautii, Județul Botoșani 1926
- 114 Casa Al. Grigorescu, București, 32, strada Sf Voevozi 1926
- 115 Cavoul Berlescu Bucreti, București, Cimitirul Belu 1926
- 116 Gradina casei Jean Zaharof, București, strada Plantelor 1926
- 117 Vila Ing. V. Stăuceanu Predeal 1926-1928
- 118 Palatul Ziarului Universul, București, strada Brezoianu 1926-1930
- 119 Sanatoriul Maritim Dr. A. A. Antoniu Eforia 1927
- 120 Sucursala Băncii Marmorosch Blank, București, 78, strada Carol 1927
- 121 Conacul Floricel Dumitrescu Petrești Ilfov 1927
- 122 Imobilul Fundănescu, București, strada Carol 1927
- 123 Casa Theodor Iliescu, București, strada Gh.Panu 1927
- 124 Cavoul Familiei Arhitectului Paul Smărăndescu, București, Cimitirul Belu 1927
- 125 Casa Ing. Romanowski, București, strada Roma Parcul Bonaparte 1927
- 126 Casa Ing. Peter, București, Soseaua Jianu 1927
- 127 Biserica Văleni Muscel 1928
- 128 Casa N. Budurescu, București, 9, strada Dianei garaj 1928
- 129 Casa Willy Ungarth Sinaia 1928
- 130 Cavoul Familiei Georgescu Chiroiu, București, Cimitirul Belu 1928-1929
- 131 Vila Costica Dumitru, Sinaia strada Vasile Boerescu 1929
- 132 Casa Ing. Stefan Buescu, București, 26, strada Gandului 1929
- 133 Imobilul Grigorescu Parc-Hotel, Sinaia, Bd. Ghica 1929-1930
- 134 Banca Comercială Română, Ploiesti, 1930
- 135 Cavoul Familiei I. Zaharof, București, Cimitirul Belu 1931,1934
- 136 Imobilul D-nei Măriuka Costescu, București, 63-65, strada Aurel Vlaicu 1932
- 137 Casa Ing. Capșa, București, 15, strada Aviator Muntenescu 1932
- 138 Palatul Societății de Gaz și Electricitate, București, 33, Bd. Take Ionescu 1932-1933
- 139 Conacul Gr. Noica Chiriacu Vlașca 1933
- 140 Imobilul Inginerului Emil Prager, București, 33, strada Sfinți 1933
- 141 Vila Imbraus, Sinaia, strada Princ. Nicolae 1933
- 142 Biserica din Sinaia, Sinaia B-dul Ghica 1933-1938
- 143 Vila Sanda Smărăndescu Ghiulamila, Balcic 1934
- 144 Imobilul Bloc Smărăndescu, București, 27, Bd Take Ionescu 1934-1935
- 145 Conacul Traian C. Rădulescu, Uești Vlașca 1935
- 146 Casa Ing. Alexandru Teodoreanu, București, 2, strada Aron Florian 1936
- 147 Conacul Elisabeta Smărăndescu, Uiesti Vlașca 1936-1937
- 148 Apartament Alexandru Neagu, București, strada Batiște 1937
- 149 Vila Mihail Caputineanu, Balcic 1937
- 150 Imobilul Bloc Boros, București, 100, strada Lipscani 1937
- 151 Imobilul Letea, București, 12, strada Matei Millo 1937
- 152 Imobilul Oficiul de vânzare a hârtiei, București, 10, strada Matei Millo continuare 1937
- 153 Casa Carol Gutman, Sinaia 1938
- 154 Conacul Gabriela Teodoreanu, Girov Neamțu 1939
- 155 Facultatea de architectură, București, 3, strada Louis Barthou 1936-1940
- 156 Conacul Nicu Chiroiu, Borănești, Ialomița, 1912

## Decorații
- Semnul Onorific „Răsplata Muncii pentru 25 ani în Serviciul Statului” (13 octombrie 1941)[8]

## Vandalism
În data de 9 decembrie 2008, s-a constatat că Monumentul de la Cimitirul Bellu al Familiei Arhitectului Paul Smărăndescu, realizat în 1929, conceput și semnat de Arhitectul Paul Smărăndescu, a fost vandalizat, în sensul că atât capacele din bronz ale celor două candele la stânga și la dreapta catafalcului, cât și o parte din barele orizontale de împrejmuire din bronz au fost smulse și furate.

## In memorian
- Un bust al arhitectului Paul Smărăndescu sa află expus în holul Facultății de Arhitectură din București, al cărei decan a fost între 1938 și 1940.[10]
- Bustul arhitectului Paul Smărăndescu, dezvelit în 2009 în București, str. Romulus, realizat de sculptorul Virgil Scripcariu.[11]
- Bustul arhitectului Paul Smărăndescu, dezvelit în 2011 la Sinaia, finanțat de OAR (Ordinul Arhitectilor din România) și realizat de sculptorul Virgil Scripcariu.[12]